# Bernhard Adolf von Dücker

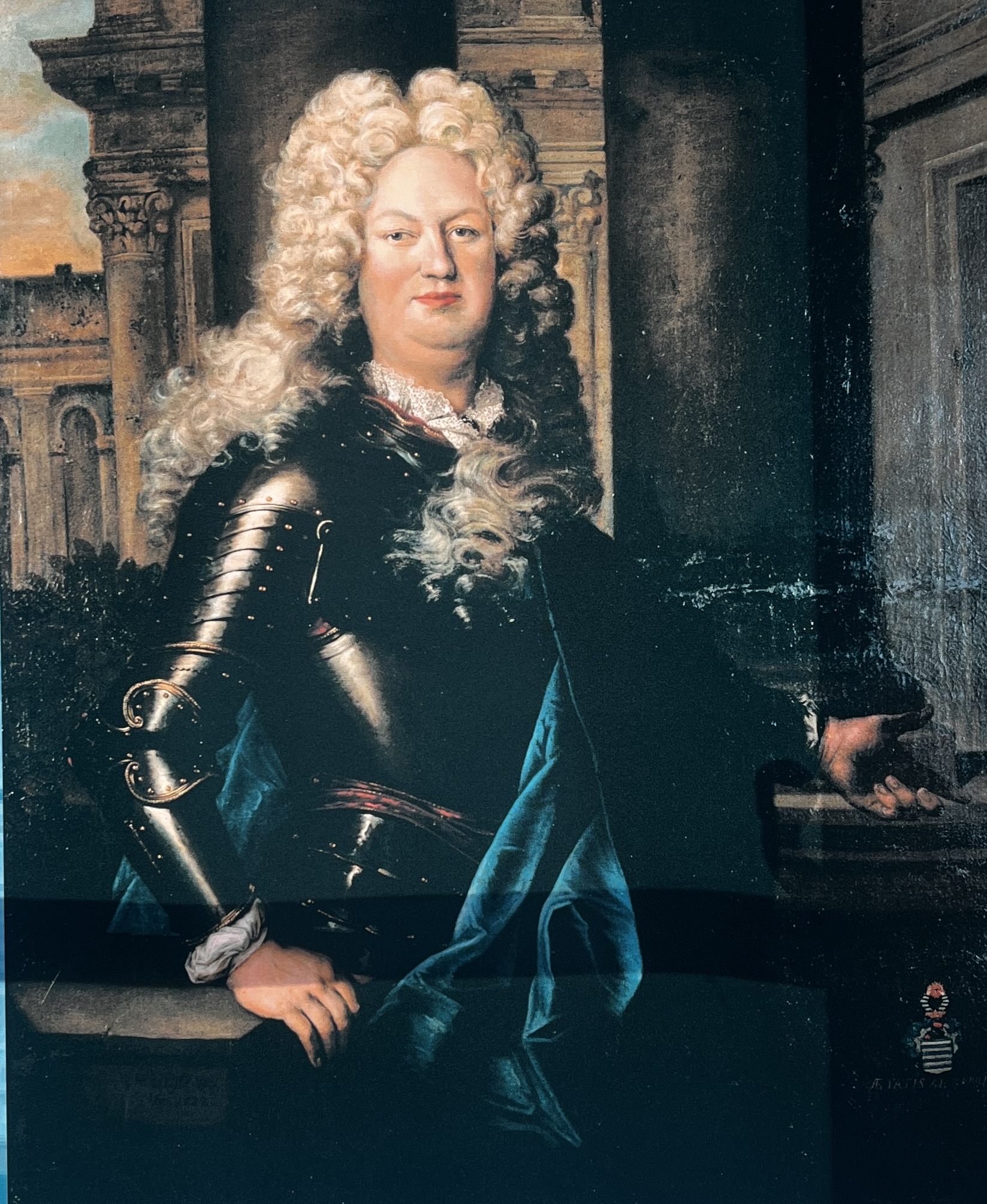
Bernhard Adolf von Dücker

Bernhard Adolf von Dücker (* 1671; † 1738) war Oberkellner und Geheimer Rat im kurkölnischen Herzogtum Westfalen sowie Diplomat für die Hochstifte Paderborn und Münster. Außerdem war er Montanunternehmer.

## Leben
Er war Sohn des Dietrich Gaudenz von Dücker. Dieser und schon sein Großvater Hermann Dücker hatten das Amt eines Oberkellners im Herzogtum Westfalen inne. Dieses Amt übernahm später als letzter der Familie Bernhard Adolf. Damit war er für die Finanzen in diesem Territorium zuständig. Im Herzogtum war er auch geheimer Rat. Er war enger Vertrauter des kurkölnischen Ministers Ferdinand von Plettenberg. Diesem verdankte er die Ernennung zum geheimen adeligen Rat, obwohl er nicht zur Ritterschaft des Herzogtums aufgeschworen worden war. Dücker selbst versuchte später seinen Sohn aufschwören zu lassen, scheiterte damit aber am Widerstand der anderen Rittergutsbesitzer.
Er war außerdem Vertrauter des Paderborner Bischofs Franz Arnold von Wolff-Metternich zur Gracht. Für diesen führte er 1706 Verhandlungen im Zusammenhang mit der Wahl eines neuen Bischofs von Münster. Im Jahr 1707 verhandelte er für diesen in Den Haag. Er vertrat 1712 das Hochstift Münster auf dem Friedenskongress in Utrecht.
Neben seinen Ämtern war er auf seinen eigenen Besitzungen vielfältig unternehmerisch tätig. Er ließ eine Sägemühle und eine Kornmühle errichten. Daneben begann er auch in der Eisenverarbeitung tätig zu werden. Die Familie besaß einige Eisengruben. Einige davon befanden sich beim Felsenmeer bei Hemer. Ihm reichte die Eisenproduktion selbst nicht aus, sondern er zielte auch auf die Weiterverarbeitung nach dem Vorbild des spezialisierten Eisengewerbes in der benachbarten preußischen Grafschaft Mark ab. Die Produktionsverfahren wurden von den dortigen Zünften streng gehütet. Er warb im märkischen Altena 1721 einen Spezialisten für die Drahtherstellung ab. Er baute zusammen mit diesem eine Drahtrolle in Oberrödinghausen. Dücker sorgte später dafür, dass diese ein kurfürstliches Privileg erhielt, wonach in den kommenden dreißig Jahren niemand sonst im Territorium eine solche Anlage betreiben durfte. Die Abwerbung des Spezialisten führte zu teilweise gewalttätigen Konflikten mit den Bürgern von Altena. Der Spezialist wurde von einer Gruppe von Bürgern entführt und auf die dortige Burg gebracht, wo er starb. Dücker ließ die zerstörte Anlage wieder aufbauen und warb in Wetzlar einen neuen Spezialisten an. Auch stand er in Konkurrenz zu anderen gewerblich tätigen Adeligen im Herzogtum Westfalen. Dies galt insbesondere für Christian von Fürstenberg. Dieser warf Dücker vor, sich Zuschüsse der Landstände erschlichen zu haben, um damit seine gewerbliche Anlagen insbesondere die neue Drahtrolle in Oberrödinghausen bauen zu können. Im Gegensatz zu Dücker und dem Bergamt des Herzogtums Westfalen stand von Fürstenberg eher für einen freihändlerischen Kurs.
Dücker war mit Elisabeth von Westrem verheiratet. Ein Ehebildnis befindet sich im Museum Gut Rödinghausen.